# Murray Adaskin
Murray Adaskin   (Toronto, 28 de març de 1906 - Victoria, 6 de maig de 2002) fou un violinista, compositor, director d'orquestra i pedagog canadenc.
Va néixer a Toronto, Ontario, de pares immigrants jueus letons que van criar els seus quatre fills fins a convertir-se en fills persistents en la creença jueva. Adaskin va estudiar violí amb Alexander Chuhaldin al Reial Conservatori de Música de Toronto. Va començar la seva carrera tocant el violí en presentacions de cinema mut a la seva ciutat natal. Posteriorment, va ser violinista amb l'Orquestra Simfònica de Toronto del 1923 al 1936. Es va casar amb la seva primera esposa, la soprano Frances James, en aquell moment. Del 1938 al 1952, va estar actuar amb un trio a l'històric "Royal York Hotel".
Amb 38 anys, va estudiar set anys amb John Weinzweig per convertir-se en compositor. També va estudiar amb Charles Jones i Darius Milhaud. Va ser director del departament de música de la Universitat de Saskatchewan des de 1952 fins a 1966 i durant quatre anys va ser director de la "Saskatoon Symphony Orchestra". Després es va convertir en compositor en residència fins al 1972, la primera posició d'aquest tipus mai creada en una universitat canadenca. Entre els seus estudiants hi ha compositors com Boyd McDonald, Paul Pedersen, Rodney Sharman i Timothy Williams, i el violinista Andrew Dawes. El 1972, es va retirar a Victòria on va començar a compondre més de la meitat de les seves 130 composicions.
Adaskin va perdre la seva primera esposa el 1988, i es va tornar a casar amb una dona amb el nom de Dorothée, que el va ajudar a l'enregistrament de determinades cançons en el seu propi segell. Va morir el 2002, just abans del llançament de dos CD d'una col·lecció de cinc discos en memòria d'aquell. És germà de Harry Adaskin, Leslie Adaskin i John Adaskin.
El 15 de desembre de 1980 va rebre l'Ordre del Canadà. El 8 d'abril de 1981, Adaskin va ser ascendit a oficial de l'Ordre del Canadà.

## Obres
- Epitaph Epitafi per a veu i piano (1948)
- March No.1' per a orquestra (1950)
- Sonata per a piano (1950)
- Sonatine Barroca per a violí en solitari (1952) o viola en solitari (1999)
- March No.2 per orquestra (1953, revisada 1962)
- Rondino per a nou instruments (1961)
- Dedication (1963)
- Daydreams per a saxo alt i piano (1971)
- Quintet de tova núm. 1 (1974)
- Rankin Inlet per a dos pianos (1978)
- Eskimo Melodies per a piano (1980)
- March No.3 per a orquestra (1981)
- Vocalise No.1 per a viola solo (1990)
- Concerto No.1 per a orquestra i viola (1991)
- Tres peces de piano (Savannah, Gretchen i Etude núm. 1), per a piano (1992)
- Concert nº2 per a viola i orquestra (1995)
- String Quintet (1995)
- Duo per a viola i guitarra (1996)
- Vocalise No.2 per a viola solo (1996)
- Divertimento No.9 per a trio de corda (1998)
- Duet per a viola i piano (1999)
- Finki, Where Are You? per a 2 violes (2000)
- Musica Victoria (2000)